# Museum aan de Stroom
Il Museum aan de Stroom (MAS, lett. "Museo sul fiume") è un museo situato lungo il fiume Schelda, nel quartiere Eilandje di Anversa, in Belgio.

## Storia
È stato aperto al pubblico nel maggio 2011 ed è il più grande museo della città. Fu progettato da Neutelings Riedijk Architects.

## Architettura
Il MAS fu creato dall'unione di tre musei diversi: il museo marittimo, il museo etnografico e il museo del folklore con l'intenzione di unire i tre aspetti della città in un singolo edificio.
Gli spazi sono organizzati a formare un percorso continuo dall'ingresso dell'edificio fino al decimo piano creando il cosiddetto "MAS boulevard", accessibile anche indipendentemente dal museo.
La spirale ascendente rivela scorci diversi della città con ciascun piano che permette al visitatore di avere una visione della città spostata di 90° che si condensa all'ultimo piano dedicato esclusivamente alla vista panoramica sulla città.
La facciata del museo è ricoperta con un modello casuale di arenaria indiana estratta a mano. Una serie di mani di colore argento a diverse altezze simboleggia il mito della genesi di Anversa e ravviva la pietra rossa opaca. All'interno, il modello delle mani è ripreso da medaglioni con un design grafico di Tom Hautekiet e una poesia di Tom Lanoye incastonata sul pavimento, sulle pareti e sul soffitto.
La piazza pubblica con un grande mosaico di fronte al museo è stata progettata in collaborazione con il famoso artista belga Luc Tuymans.

## Collezione
Il MAS ospita 470.000 oggetti, la maggior parte dei quali sono conservati in magazzino. La prima galleria visibile ai visitatori è il "negozio visibile", che contiene 180.000 oggetti. Il tema principale del museo e degli oggetti esposti al MAS è la lunga storia di Anversa come importante porto internazionale e punto di aggregazione multiculturale. Attraverso dei codici QR posizionati accanto alla maggior parte degli oggetti esposti, i visitatori possono accedere alle informazioni del sito web in cinque lingue differenti.

## Ricerca
Il museo sostiene un approccio di ricerca partecipativo sostenendo il lavoro di ricercatori volontari.